# Rockballade vom kleinen Otto
Die Rockballade vom kleinen Otto ist ein Lied der DDR-Band Renft (bekannt auch als Klaus Renft Combo), das 1974 entstand und zum Verbot der Gruppe in der DDR führte.

## Geschichte
Die Komposition stammt von Thomas „Monster“ Schoppe, der das Lied auch singt. Den Text verfasste Gerulf Pannach, der als Liedermacher bereits durch selbstgesungene regimekritische Lieder aufgefallen war. Weitere Musiker waren Klaus Jentzsch (E-Bass), Christian Kunert (Keyboard), Jochen Hohl (Schlagzeug), Peter Kschentz (Gitarre) und Peter Gläser (Gitarre). Das Lied befand sich auf einer Ende 1974 eingereichten Vorschlagsliste für das dritte Album der Band, die wie in der DDR üblich von einem „Lektorat“ (ein Euphemismus für Zensur) genehmigt werden musste. Das im Lied behandelte Thema Flucht aus der DDR war in der DDR ein Tabu. Laut Strafgesetzbuch der DDR (§ 213) war es eine Straftat, aus der DDR zu fliehen. 
Zusammen mit dem Lied Glaubensfragen, das die Tabuthemen Bausoldaten und Wehrdienstverweigerung in der DDR thematisierte, führte es dazu, dass der Band das fällige Vorspielen verweigert wurde. Gerulf Pannach erhielt im Januar 1975 ein Auftrittsverbot. Renft trat trotzdem weiter mit Pannach auf und spielte auch die neuen Lieder. Sie erhielt im Sommer 1975 ebenfalls Auftrittsverbot und löste sich deshalb auf. Eine private Aufnahme von 1975 gelangte in die Bundesrepublik Deutschland und wurde dort mindestens einmal im Rundfunk gesendet. 1980 erschien das Stück in Westdeutschland als Teil der Aufnahme von 1975 auf einer LP mit Live-Aufnahmen von 1972 bis 1975.

## Beschreibung
Die Rockballade vom kleinen Otto ist ein schneller, einprägsamer Hardrocksong von knapp fünf Minuten Länge, von Schoppe mit rockiger Stimme gesungen. Es dominieren Rockinstrumente wie E-Gitarre, Bass und Schlagzeug. Im Mittelteil sind Keyboards zu hören.  
Das Lied besteht aus vier Strophen, dem Refrain und einer Bridge. 
Der Text handelt vom „kleinen Otto“, einem DDR-Bürger, der mit seinem Leben unter anderem wegen der Funktionäre unzufrieden ist. Er schreibt deshalb dem „großen Otto“ in Hamburg, er möge ihm die nötigen Devisen schicken, um einen Fluchthelfer zu bezahlen. Als dieser nicht reagiert, springt der „kleine Otto“ in Wittenberge auf ein westwärts fahrendes Binnenschiff. Er wird gefasst, verbüßt eine Haftstrafe wegen Republikflucht und ertränkt sich später in der Elbe, die ihn dann womöglich nach Hamburg treibt.

## Ausgaben der Aufnahme von 1975

### Alben
- 1980: Rock aus Leipzig – Renft-Combo Live (Teldec)
- 2003: Unbequem woll’n wir sein (Buschfunk)